# Perleidus
Perleidus is een geslacht van uitgestorven straalvinnige beenvissen die leefden in het Trias en wereldwijd voorkwamen. Fossielen zijn gevonden in het Midden-Trias van Italië, Zwitserland en China. De opname van soorten uit het Vroeg-Trias in het geslacht Perleidus werd in twijfel getrokken.

## Kenmerken
Deze zoetwaterroofvissen waren mogelijk geëvolueerd uit de Palaeonisciformes. Perleidus bezat een vrij compact en sterk lichaam, met een rugvin ver achteraan. De schedel was robuust en uitgerust met grote ganoide schubben, grote ogen en sterke tanden (aanwezig in kleiner aantal, maar robuuster dan bij de oudste beenvissen). Zijn sterke kaken konden ver worden geopend, waardoor de vis grotere prooien kon vangen. Deze eigenschap was mogelijk door de verticale ophanging aan het schedelkapsel en kwam voor het eerst voor bij zijn voorganger Canobius. De rug- en aarsvinnen waren bijzonder flexibel, hetgeen een gevolg was van het kleinere aantal benige vinstralen. De staart was symmetrisch met twee nagenoeg gelijke lobben.

## Ecologie
Perleidus was een mariene roofvis van ongeveer 15 centimeter lang. Zijn kaken hingen verticaal onder de hersenpan, waardoor ze wijd open konden gaan. Dit kenmerk had hij gemeen met de vroegere paleonisciforme vissen, waar hij mogelijk van afstamde. In tegenstelling tot die eerdere vissen hadden Perleidus en zijn verwanten echter zeer flexibele rug- en anaalvinnen, met een verminderd aantal vinstralen. Dit zou de vis wendbaarder in het water hebben gemaakt.

## Classificatie
Het geslacht Perleidus bestaat momenteel uit de twee soorten Perleidus altolepis (typesoort) en Perleidus sinensis.
De typesoort werd oorspronkelijk beschreven als Semionotus altolepis door Wilhelm Deecke. Het geslacht Perleidus werd later opgericht voor deze soort, genoemd naar de comune (gemeente) Perledo in de provincie Lecco in Lombardije, Noord-Italië. Verschillende soorten uit het Vroeg-Trias werden vervolgens op basis van oppervlakkige gelijkenissen naar het geslacht Perleidus verwezen. In 2017 werd het nieuwe geslacht Teffichthys opgericht voor soorten van Perleidus uit het Vroeg-Trias.
Perleidus is de naamgevende taxon voor de familie Perleididae en de orde Perleidiformes.

## Vondsten
Resten zijn gevonden in vele delen van de wereld (Europa, Oost-Azië, West-Afrika, Madagaskar, Groenland en Spitsbergen).